# Jamie Nieto
Pour les articles homonymes, voir Nieto.
James « Jamie » Nieto   (né le 2 novembre 1976 à Seattle), est un athlète américain, spécialiste du saut en hauteur.

## Biographie
Il se révèle lors de la saison 2003 en s'adjugeant le titre de la hauteur des championnats des États-Unis en salle avec un saut à 2,30 m. Sélectionné pour les Jeux panaméricains, à Saint-Domingue, il remporte sa première médaille lors d'un championnat international majeur en se classant deuxième du concours, avec 2,28 m, derrière le Jamaïcain Germaine Mason (2,34 m). En juin, à Palo Alto, il remporte son premier titre en plein air avec un saut à 2,30 m. Il atteint la finale des Championnats du monde en plein air de Paris-Saint-Denis (7e avec 2,29 m), et se classe troisième de la Finale mondiale d'athlétisme disputée en fin de saison 2003 à Monaco (2,30 m). 
En 2004, Jamie Nieto décroche son deuxième titre national en plein air en s'imposant lors des sélections olympiques de Sacramento. Il franchit une barre à 2,33 m à son deuxième essai et devance ses compatriotes Matt Hemingway (2,30 m) et Tora Harris (2,27 m). À Athènes, en finale des Jeux olympiques, l'Américain établit un nouveau record personnel en effaçant une barre à 2,34 m à sa deuxième tentative, hauteur que Matt Hemingway (2e) et Jaroslav Bába (3e) franchissent à leur premier essai. Nieto termine au pied du podium d'un concours finalement remporté par le Suédois Stefan Holm (2,36 m).
En 2012, à 35 ans, Nieto réussit à se qualifier pour les Jeux olympiques de Londres en remportant les Olympic Trials. Lors de la finale olympique, il se classe 6e avec 2,29 m, échouant de peu pour la médaille de bronze à 2,33 m.

### Blessure grave (2016)
Devenu entraineur depuis sa retraite en 2012, Jamie Nieto s'est reconverti en tant qu'entraineur. Le 23 avril 2016, lors d'un entrainement, l'Américain se réceptionne mal lors d'un salto arrière et est emmené à l'hôpital où il risque la paralysie, bien qu'il n'y ait pas de fracture au niveau de la colonne vertèbrale. Le sprinteur Ato Boldon le confirme sur sa page facebook ainsi que la Fédération Américaine d'Athlétisme (USTAF) sur son compte instagram,.
Presque six mois plus tard, une vidéo postée sur internet le montre marchant avec un déambulateur. Le 3 juin 2017, soit un peu plus d'un an plus tard, un article du Los Angeles Times est publié sur son histoire et désormais[Quand ?], Nieto espère pouvoir remonter à pied l'allée de son futur[Quand ?] mariage avec la hurdleuse jamaïcaine Shevon Stoddart (en).

## Palmarès
| Date | Compétition                    | Lieu             | Résultat | Marque  |
| ---- | ------------------------------ | ---------------- | -------- | ------- |
| 2003 | Jeux panaméricains             | Saint-Domingue   | 2e       | 2,28 m  |
| 2003 | Championnats du monde          | Paris            | 7e       | 2,29 m  |
| 2003 | Finale mondiale                | Monaco           | 3e       | 2,30 m  |
| 2004 | Championnats du monde en salle | Budapest         | 9e       | 2,20 m  |
| 2004 | Jeux olympiques                | Athènes          | 4e       | 2,34 m  |
| 2004 | Finale mondiale                | Monaco           | 4e       | 2,27 m  |
| 2007 | Jeux panaméricains             | Rio de Janeiro   | 7e       | 2,21 m  |
| 2007 | Championnats du monde          | Osaka            | qual.    | 2,26 m  |
| 2008 | Finale mondiale                | Stuttgart        | 7e       | 2,22 m  |
| 2011 | Jeux panaméricains             | Guadalajara      | 6e       | 2,21 m  |
| 2012 | Jeux olympiques                | Londres          | 5e       | 2,29 m  |
| 2012 | Ligue de diamant               | Ligue de diamant | 5e       | détails |

### National
- Championnats des États-Unis d'athlétisme :
  - Plein air : vainqueur en 2003, 2004 et 2012, 2e en 2007 et 2008
  - Salle : vainqueur en 2004, 2e en 2001

## Records
| Épreuve         | Épreuve      | Performance | Lieu     | Date            |
| --------------- | ------------ | ----------- | -------- | --------------- |
| Saut en hauteur | En plein air | 2,34 m      | Athènes  | 22 août 2004    |
| Saut en hauteur | En salle     | 2,32 m      | Weinheim | 11 février 2004 |